# Gonzalo Pérez Gudiel
Gonzalo Pérez Gudiel, chiamato semplicemente Gonzalo Pérez (Toledo, 1238 o 1239 – Roma, 1299), è stato un cardinale e giurista spagnolo.
Venne anche citato erroneamente come Gonzalo García Gudiel nella tradizione ecclesiastica successiva.

## Biografia
Era figlio del nobiluomo Pedro Juanes, sindaco della città di Toledo nel Regno di Castiglia e León, e di Teresa Juanes Ponce, anch'essa di importante famiglia.
Dopo essere divenuto canonico della cattedrale di Toledo, proseguì i suoi studi nella scuola della cattedrale, con gli insegnamenti di Ermanno Alemanno, noto studioso di Aristotele e membro della scuola di traduttori di Toledo. Dopo il 1250 studiò all'Università di Parigi, dove divenne magister artium.
Fu rettore dell'Università degli Studi di Padova nel 1260, divenendo il primo giurista a ricoprire questa carica. Passò quindi a studiare teologia a Roma presso la curia papale e poi a Palencia. Raccolse una importante biblioteca.
Rientrato in Spagna, divenne canonico della cattedrale di Burgos e quindi decano del capitolo dei canonici della Cattedrale di Toledo. Nel 1272 fu nominato vescovo di Cuenca e nel settembre del 1275 vescovo di Burgos. Nel maggio del 1280 fu nominato arcivescovo di Toledo. Nel 1285 fu nominato primate di Spagna.
Nel 1296 fu invitato a Roma e nel concistoro del 4 dicembre 1298 fu nominato da Bonifacio VIII cardinale-vescovo di Albano.
Morì a Roma nel 1299. Due anni dopo la sua morte le sue spoglie vennero trasferite nella cattedrale di Toledo e inumate di fronte alla cappella di Santa María la Blanca.

## Successione apostolica
La successione apostolica è:
- Vescovo Aparicio (1288)